# Acrisure Stadium
El Acrisure Stadium (anteriormente y coloquialmente Heinz Field) es un recinto deportivo ubicado en la ciudad de Pittsburgh, Pensilvania, Estados Unidos. Alberga los partidos que disputan como locales los Pittsburgh Steelers de la National Football League (NFL) y los Pittsburgh Panthers de la National Collegiate Athletic Association (NCAA). Fue inaugurado en agosto de 2001 y tiene una capacidad para 68 400 espectadores.
Fundado junto al PNC Park y el David L. Lawrence Convention Center, el estadio de 281 millones de dólares se encuentra junto al río Ohio, en el Norte de Pittsburgh en el barrio de North Stone. El recinto fue diseñado teniendo en cuenta la historia del acero en Pittsburgh, por lo que se incluyeron 12 000 toneladas de acero en el diseño. El inicio de la construcción se produjo en junio de 1999 y el primer partido de fútbol americano se celebró en septiembre del 2001. El césped natural del estadio ha sido criticado desde su instalación, pero los propietarios de los Steelers han mantenido el césped después de ser presionados por entrenadores y jugadores. Las entradas para los 65 050 asientos del estadio se agotan en cada partido que disputan los Pittsburgh Steelers, una racha que se remonta a 1972 (un año antes de que la NFL permitiera emitir los partidos en la televisión local). En el Coca-Cola Great Hall se encuentra una colección de objetos históricos de los Steelers y los Panthers.

## Historia

### Planificación y fundación
Los Pittsburgh Steelers y los Pittsburgh Pirates compartieron el Three Rivers Stadium desde 1970 a 2000. Después de las negociaciones de los Pirates para construir un estadio únicamente de béisbol, la propuesta fue renovar el Three Rivers Stadium en un complejo dedicado al fútbol americano. Aunque se enfrentó la negativa de los Steelers, el proyecto fue usado como una «reserva», que sería utilizado en el caso de que las negociaciones para un nuevo estadio fallaran. La respuesta de los Steelers de no construir un nuevo estadio perjudicó las oportunidades de fichar a jugadores, quienes podían optar por jugar en otros equipos, tal y como los otros equipos de la división de los Steelers, que habían construido un nuevo estadio. En junio de 2011, Heinz Company compró los derechos de nombre del estadio. Como parte del acuerdo, Heinz pagaría a los Steelers un total de 57 millones USD hasta 2021.
Originalmente, se propuso un aumento en el IVA para crear un fondo para tres proyectos: el Heinz Field, el PNC Park y una ampliación del David L. Lawrence Convention Center. Después del rechazo de esta propuesta en un referéndum, la ciudad ideó un plan B. Igualmente polémica, la propuesta alternativa fue etiquetada como el timo B por los opositores. La promesa de los Steelers de construir un nuevo estadio fue criticada por ser demasiada débil, incluso después de que ascendiera de los 50 a los 76,5 millones USD. Otros miembros del gobierno criticaron los 281 millones USD de dinero público asignados al plan B. Uno de los miembros del consejo del Allegheny Regional Asset District llamó al uso del impuesto un «bienestar corporativo». El plan, con un total de 809 millones USD fue aprobado por el consejo del Allegheny Regional Asset District el 9 de julio de 1998, con 233 millones USD asignados para el Heinz Field. Poco después de que el plan B fuera aprobado, los Steelers llegaron a un acuerdo con el alcalde de Pittsburgh para permanecer en la ciudad al menos hasta 2031. El coste total del Heinz Field fue de 281 millones USD.

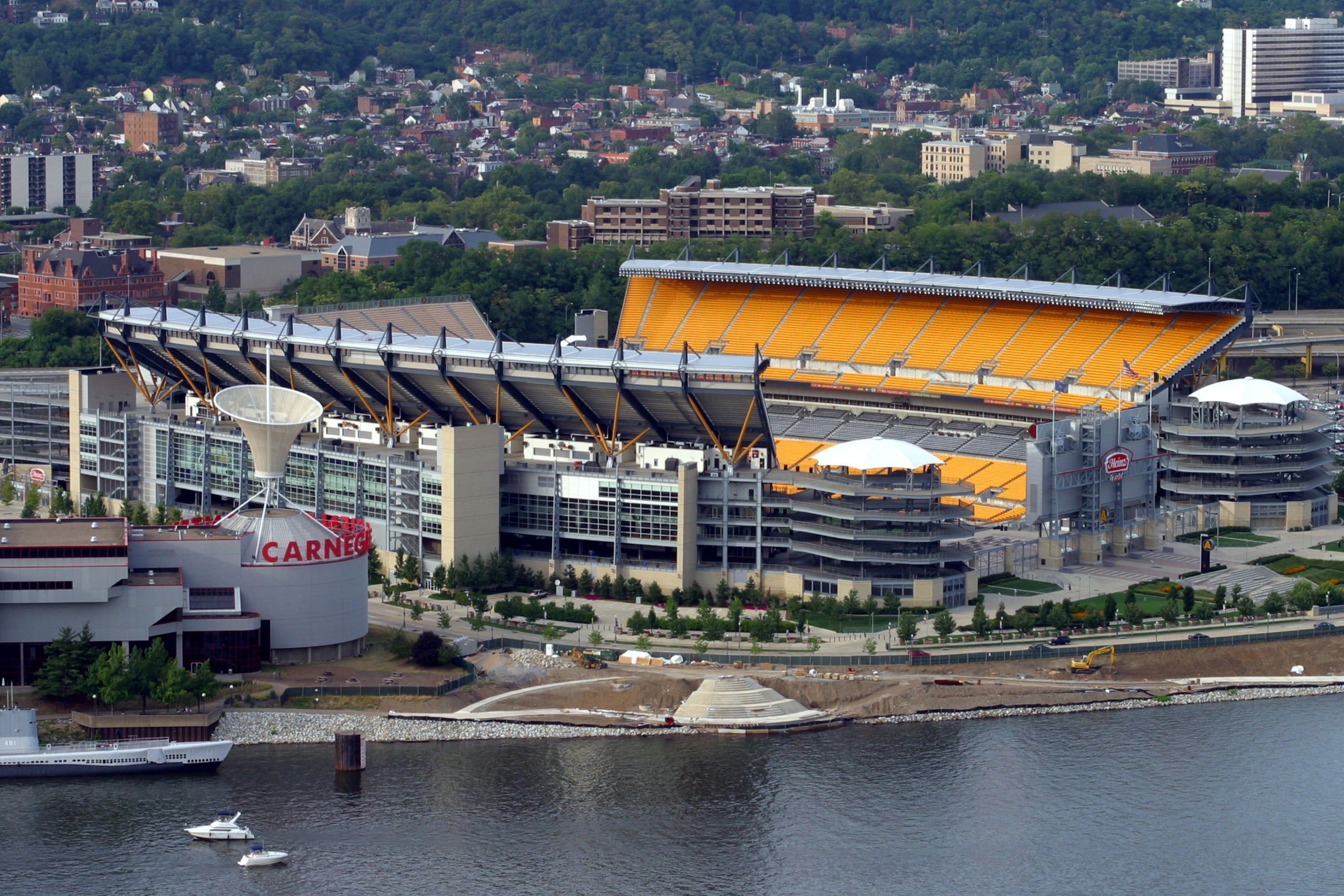
Vista del Heinz Field con los ríos Ohio y Allegheny

### Diseño y construcción
La empresa de Kansas City Populous (por entonces HOK Sport Venue Event) diseñó el estadio. La familia Rooney escribió a la mánager del proyecto de Populous, Melinda Lehman, pidiéndole que el diseño del estadio «reconociese la historia de Pittsburgh y tuviese una mirada al futuro, que es adonde va Pittsburgh». Para llevar esto a cabo, Populus usó acero estructural e internamente. La piedra utilizada en el diseño del Heinz Field es artificial, con el objetivo de reducir costos. Sobre el vidrio usado en el diseño del estadio, Lehman dijo: «[el vidrio] es un elemento de la construcción más moderno, que también se encuentra en muchos edificios de[l] [centro] de Pittsburgh y da grandes vistas de las zonas de alrededor». Los Steelers y los Panthers tienen sus propios vestuarios, que difieren en tamaño basado en la cantidad de jugadores que cada equipo permite vestirse para cada partido. Las instalaciones de los visitantes fueron modeladas al estilo del vestuario del equipo local. Como su predecesor, el servicio culinario del Heinz Field es obra de Aramark; sobre unos 400 restaurantes se sitúan sobre todo el estadio. Una estatua de bronce del fundador de los Steelers Art Rooney, similar a la situada a las afueras del PNC Park, fue trasladada 30 metros de su posición previa en el exterior del Three Rivers Stadium.
La construcción del Heinz Field se inició el 18 de junio de 1999, en una ceremonia que tuvo como anfitriones a los Steelers y a la Universidad de Pittsburgh. El estadio fue construido por Hunt Construction Group y Mascaro Corporation. Las dos compañías dirigieron a 1400 trabajadores en unos dos años, en donde no hubo accidentes ni demandas. El recinto es revisado cada año, incluyendo el PNC Park, por Chronicle Consulting, LLC, buscando defectos en la estructura y en el mantenimiento.

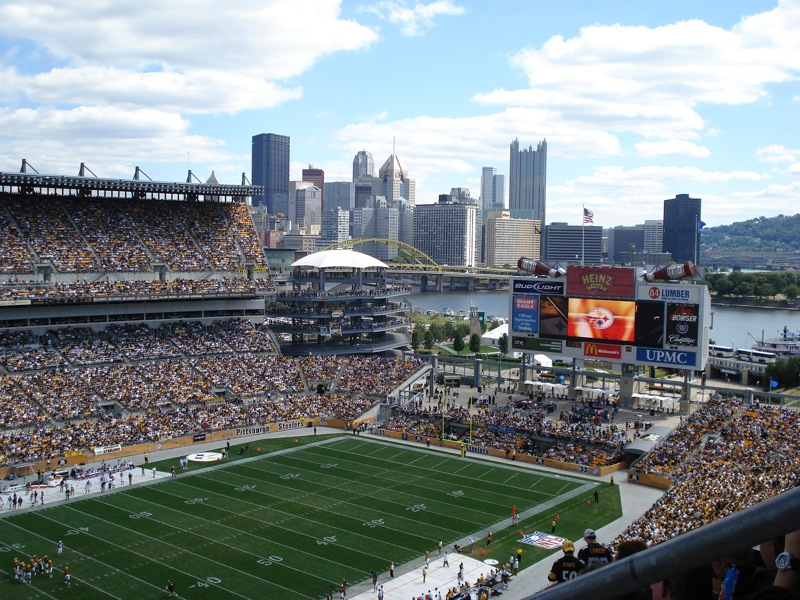
El Heinz Field con el centro de Pittsburgh al fondo.

### Apertura y otros eventos
El primer evento celebrado en el Heinz Field fue un concierto de la banda 'N Sync, el 18 de agosto de 2001. Antes de la temporada regular de los Steelers, el equipo disputó un partido de pretemporada contra los Detroit Lions el 25 de agosto de 2001. Los Steelers se alzaron con la victoria en el partido de inauguración con 20 puntos a 7, con 57 829 espectadores. El primer partido de fútbol oficial fue disputado entre los Pittsburgh Panthers y el East Tennessee State, el 1 de septiembre, en el que se impusieron los Panthers 31 a 0 con el quaterback David Priestley anotando el primer touchdown con 85 yardas de carrera. El partido inicial de la temporada regular de los Steelers fue programado para el 16 de septiembre contra los Cleveland Browns, sin embargo, por los atentados del 11 de septiembre, todos los partidos de esa semana de la NFL fueron pospuestos. Por ello, el estreno oficial del estadio se produjo el 7 de octubre, contra los Cincinnati Bengals. Antes del inicio del partido, un discurso del por entonces presidente de los Estados Unidos George W. Bush ordenando ataques contra Afganistán fue mostrado en directo en el Jumbotron del estadio. El discurso fue recibido con aplausos y apoyos de los asistentes. Los Steelers derrotaron a los Bengals con un resultado de 16 a 7. El kicker de los Steelers, Kris Brown, anotó los primeros puntos en un partido de la NFL en el estadio con un gol de campo de 26 yardas, y el quaterback Kordell Steward consiguió el primer touchdown con una carrera de ocho yardas.
Además de partidos de fútbol americano, el Heinz Field ha acogido otras actividades. Desde su inauguración en 2001, bandas como 'N Sync, Kenny Chersney y LeAnn Rimes han actuado en el estadio. También las bandas locales The Clarks y los Povertyneck Hillbillies han realizado múltiples espectáculos en el recinto. En 2002, la maratón de Pittsburgh concluyó en el Heinz Field, por lo que el recorrido fue modificado para que los participantes pudieran cruzar la línea de meta en el terreno de juego. En 2005,  unas 2000 personas asistieron al Festival de Vino de Pittsburgh. Pittsburgh fue una de las seis ciudades elegidas para las audiciones para American Idol de 2011; las inscripciones fueron programadas en el Heinz Field los días 12 y 13 de julio y las audiciones el 15 del mismo mes. En 2007, el escritor Bill Evans llamó al Heinz Field el segundo mejor estadio de la NFL, por detrás del Lambeau Field en un artículo para ESPN.com. Aunque ambos estadios recibieron una puntuación de 54 sobre 70 puntos, Sports Illustrated también nombró al Heinz Field el segundo mejor estadio de la NFL, por detrás del Lambeau Field.
El 30 de noviembre de 2002, el partido de fútbol americano unversitario Backyard Brawl entre los Panthers y West Virginia atrajo a 66 731 espectadores, la máxima audiencia a un único partido en la historia del Heinz Field. West Virginia ganó el encuentro 24 puntos a 17.
El Heinz Field sirvió como estadio de los Gotham Roghes en la película de 2012 The Dark Knight Rises. Unos 15 000 extras no pagados llenaron el estadio en su filmación el 6 de agosto de 2011.

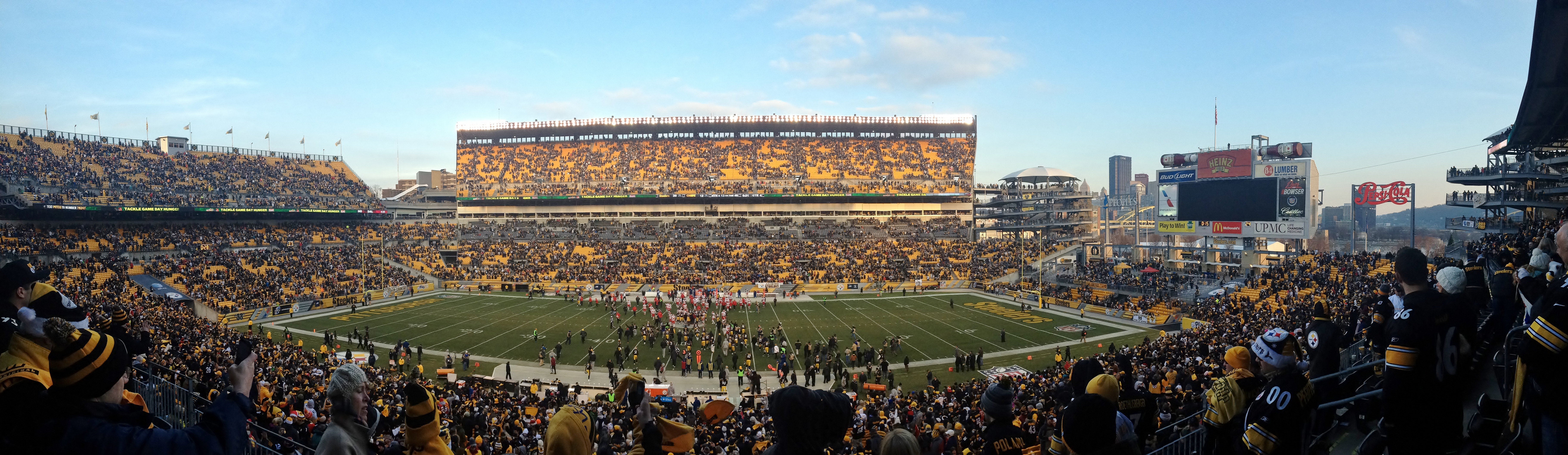
Panorámica del estadio

### Clásico de Invierno de la NHL
El 28 de mayo de 2010, el comisionado de la National Hockey League Gary Bettman anunció que el Clásico de Invierno de la NHL se celebraría en el Heinz Field. El partido se disputó el 1 de enero de 2011, entre los Pittsburgh Penguins y los Washington Capitals. Jackie Evancho, cantante de la ciudad de Pittsburgh, interpretó el Star Spangled Banner, himno de Estados Unidos antes de que las leyendas del deporte local Franco Harris, Jerome Bettis y Mario Lemieux hicieran el saque de honor. Los Capitals ganaron, 3 tantos a 1. Este partido fue el más visto de la NHL desde 1996 y el más seguido de la liga regular desde 1975. También fue el primer Clásico disputado por la noche y el pionero en usar la tecnología «CableCam».

## Características

### Superficie de juego
En junio de 2001, fue plantado pasto azul de Kentucky en el terreno de juego, a media pulgada de la mayoría de céspedes de la NFL, de 51 mm. Esta superficie es calentada desde sus raíces, usando una mezcla de anticongelante y agua caliente, para mantener la hierba a unos 17 °C aproximadamente, con el objetivo de mantener la hierba creciendo todo el año. La superficie fue replantada múltiples veces, hasta que en 2003 se instaló el césped semi sintético Desso GrassMaster. El debate sobre el tipo de césped continuó después de que los jugadores comenzaran a resbalar durante los partidos. A pesar de ello, los jugadores y entrenadores de los Panthers, los Steelers y los demás equipos han apoyado la decisión de mantenerlo.
| Necesito el césped natural. Me gusta el barro. Señor Rooney, por favor, ¿podemos quedarnos con la hierba natural? No quiero el FieldTurf. Nos hace daño en las rodillas.—Ike Taylor |

El 23 de noviembre de 2007, el Heinz Field fue la sede de los cuatro partidos de fútbol del campeonato WPIAL, disputados el día después del partido entre los Panthers y South Florida. Después de las reuniones con la NFL, los propietarios de los Steelers tomaron la decisión de replantar el césped para el partido televisado contra los Miami Dolphins. Una capa de tierra fue depositada encima de la hectárea de la superficie de Desso GrassMaster.
El debate sobre la superficie de juego continuó más tarde cuando el running back de los Jacksonville Fred Taylor llamó al césped «una demanda pendiente». Los Steelers dijeron que la decisión era parte de los jugadores, que una vez más se reafirmaron en defender la hierba natural. En febrero de 2008, los Steelers anunciaron que mantendrían el Desso GrassMaster. Durante la temporada 2008 el quarterback Ben Roethlisberger sufrió una conmoción cerebral después de recibir un golpe disputando un encuentro en el Heinz Field. Más tarde dijo: «me alegro de que no hubiera FieldTurf. Esa hierba hubiera ayudado un poco». Después de la temporada 2008, una encuesta entre los 1565 jugadores de la NFL calificó la superficie del Heinz Field como la peor de los dieciocho estadios de la liga que contaban con césped natural.
El césped DDGrassMaster fue retirado en enero de 2009 y sustituido por el viejo piso colocado encima del DDGrassMaster para el Campeonato de la AFC también en enero de 2009.

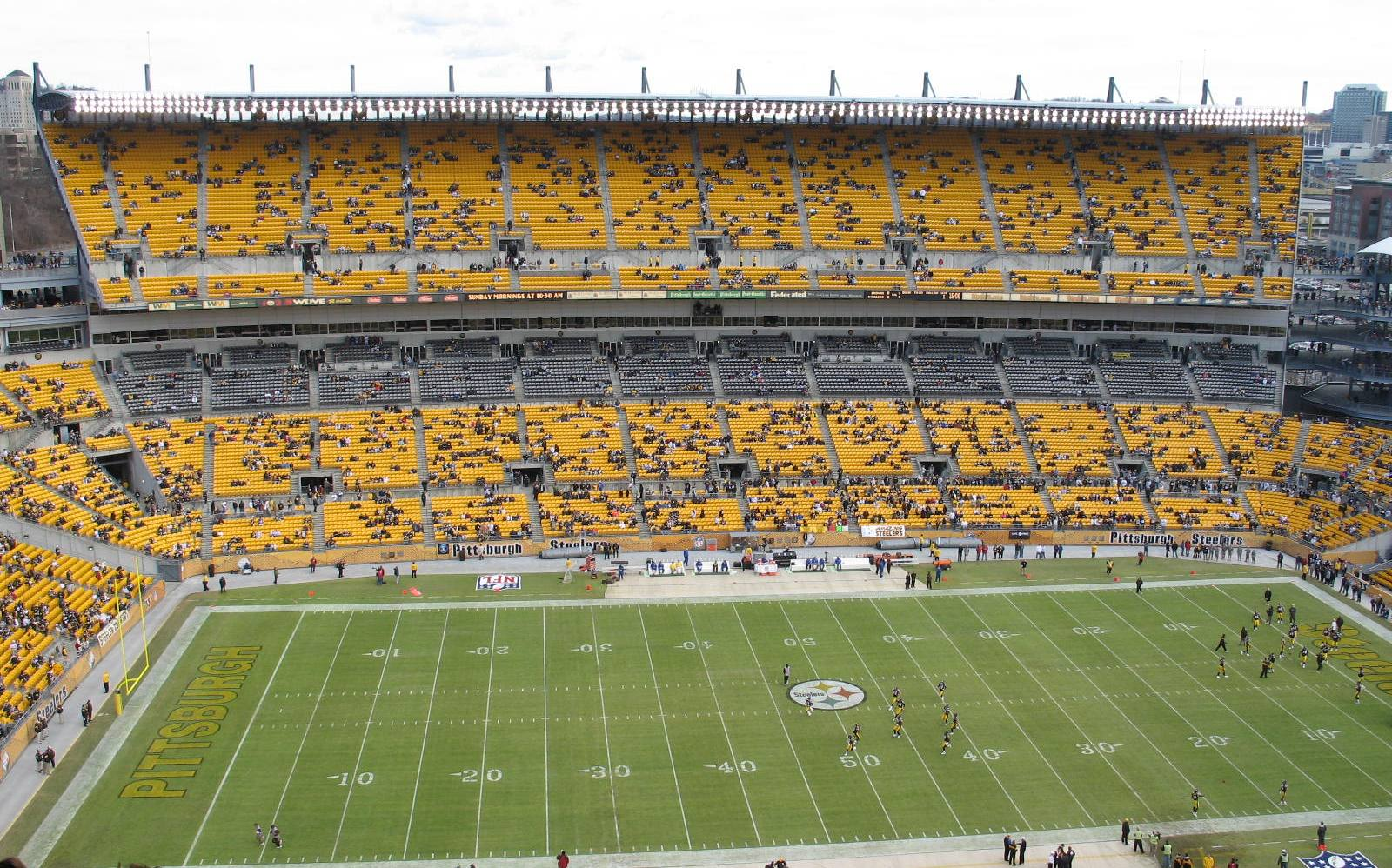
La mayoría de asientos son dorados, y los de lujo, gris oscuro.

### Aforo y entradas
Hasta 2008, los Pittsburgh Steelers han vendido todas las entradas de cada partido que han disputado como locales desde la temporada de 1972. En la temporada 2008, el precio medio de las entradas fue de 69,47 USD, las 17.ª más baratas de los 32 equipos de la NFL. La mayoría de los 65 050 tienen un color «dorado Steeler», aunque los asientos más lujosos son de un color gris oscuro. El Heinz Field ofrece 1500 plazas en 129 espacios de lujo, con precios que oscilan entre los 64 000 y 135 000 USD dependiendo de la localización y el tamaño. Según las previsiones, estas áreas incrementarán los beneficios de los Steelers de 10 a 11 millones USD cada temporada respecto al Three Rivers Stadium. El estadio también cuenta con 6600 asientos de lujo que incluyen un restaurante y un bar, para los que los precios ascienden a 2000 USD por persona. En la temporada 2010, las entradas para la temporada de los Panthers se encontraban entre un máximo de 295 USD por cada asiento de lujo, requiriendo una donación de entre 250 y 500 USD dependiendo de la localización, y un mínimo de 87 USD por asiento que no necesitaba ninguna donación. Para un único partido el acceso tenía un precio entre 30 y 65 USD dependiendo de la localización y el rival. La asistencia para los partidos de los Panthers han variado desde las 59 197 personas en uno de los partidos de la temporada 2003 a las 43 680 en uno de la temporada 2007. Más recientemente, la media de asistencia de la temporada 2011 en partidos como local de los Panthers fue de 46 003 personas.

#### Expansión del aforo
Los Steelers notificaron a las autoridades de los estadios de Pittsburgh en diciembre de 2010 su intención de añadir 4000 asientos en la parte baja del fondo sur del estadio. El plan incrementaría el aforo a 69 050 personas en la temporada 2012 de la NFL. Las plazas fueron colocadas en la sección prevista para el Clásico de Invierno de la NHL de 2011, que tuvo una asistencia de 68 111 espectadores. El aforo temporal permaneció para los playoffs de la NFL de la temporada 2010/11, con la final de la AFC el 23 de enero consiguiendo un nuevo récord de asistencia de 66 662 espectadores.
El 21 de abril de 2012, los Steelers confirmaron que pedirían la aprobación de la NFL para una nueva expansión en el aforo de 3000 plazas.